# Gingoog
Gingoog é uma cidade de segunda classe de renda da cidade na província Misamis Oriental, nas Filipinas. De acordo com o censo de 1 maio  de  2020 possui uma população de 136 698 pessoas e 31 148 domicílios.